# Великошигаєвське сільське поселення
Великошига́євське сільське поселення (рос. Большешигаевское сельское поселение) — муніципальне утворення у складі Маріїнсько-Посадського району Чувашії, Росія. Адміністративний центр — присілок Велике Шигаєво.
Станом на 2002 рік сільрада називалась Яндугановська сільська рада.

## Населення
Населення — 1296 осіб (2019, 1559 у 2010, 1727 у 2002).

## Склад
До складу поселення входять такі населені пункти:
| Населений пункт             | Населення, осіб (2002) | Населення, осіб (2010) |
| --------------------------- | ---------------------- | ---------------------- |
| Арзаматово, присілок        | 199                    | 180                    |
| Велике Шигаєво, присілок    | 541                    | 517                    |
| Велике Яндуганово, присілок | 138                    | 143                    |
| Мале Шигаєво, присілок      | 191                    | 157                    |
| Мале Яндуганово, присілок   | 100                    | 74                     |
| Сотниково, село             | 558                    | 488                    |